# International Securities Exchange
Die International Securities Exchange (ISE) ist ein amerikanischer Börsenbetreiber, der sich seit dem 30. Juni 2016 im Besitz der Nasdaq befindet. 

## Geschichte
Die ISE wurde formal am 24. Februar 2000 gegründet und nahm am 26. Mai 2000 erstmals die Handelsaktivitäten auf. Die allererste Transaktion war damals der Handel von 20 Call-Optionen auf das Unternehmen SBC Communications.
Bereits im Mai 2001 wurde der 25-millionste Kontrakt gehandelt.
Am 9. März 2016 gab die Deutsche Börse bekannt, dass sie die Aktienoptionsbörse International Securities Exchange (ISE) an die amerikanische Börse Nasdaq, Inc. verkaufen werde. Der Kaufpreis belief sich auf 1,1 Mrd. US-Dollar in bar. Die Transaktion wurde am 30. Juni 2016 abgeschlossen.